# Cel·leriïta
La cel·leriïta és un mineral de la classe dels silicats que pertany al grup de la turmalina. Rep el nom en honor del mineralogista italià Luigi Gesualdo Celleri (5 de juny de 1828, San Piero in Campo, Elba, Toscana, Itàlia - 21 de juliol de 1900, San Piero in Campo).

## Característiques
La cel·leriïta és un ciclosilicat de fórmula química ◻(Mn2+₂Al)Al₆(Si₆O18)(BO₃)₃(OH)₃(OH). Va ser aprovada com a espècie vàlida per l'Associació Mineralògica Internacional el 2019, sent publicada l'any 2022. Cristal·litza en el sistema trigonal. La seva duresa a l'escala de Mohs és 7.
Les mostres que van servir per a determinar l'espècie, el que es coneix com a material tipus, es troben conservades a les col·leccions mineralògiques del museu universitari de Ciències de la Terra de la Universitat de Roma La Sapienza, a Roma (Itàlia), amb el número de catàleg: 33287/403, i al Museu Cívic d'Història Natural de Milà (Itàlia), amb el número de catàleg: m38847.

## Formació i jaciments
Va ser descrita a partir de mostres recollides en dos indrets: Pikárec, al districte de Žďár nad Sázavou (regió de Vysočina, República Txeca), i al municipi de Campo nell'Elba, a la província de Liorna (Toscana, Itàlia). Aquests dos indrets són els únics de tot el planeta on ha estat descrita aquesta espècie mineral.